# 安娜 (俄羅斯女皇)
安娜·伊凡诺芙娜（1693年2月7日—1740年10月28日，1730年－1740年在位）是俄罗斯帝国女皇，俄国沙皇伊凡五世與妻子普拉斯科維亞·費奧多羅芙娜的第四女，俄羅斯帝國皇帝彼得大帝的侄女。
在位時不信賴俄羅斯人，只信賴日耳曼人，且涉入波蘭王位繼承戰爭、俄土戰爭，犧牲十萬士兵，俄羅斯人民普遍怨恨安娜女皇。

## 生平
父親伊凡五世於1696年逝世時，安娜·伊凡諾芙娜只有三歲，叔父彼得大帝成為獨立的君主，她與姊姊葉卡捷琳娜·伊萬諾芙娜及妹妹普拉斯科維亞·伊萬諾芙娜三人皆為母親的管教下成長。1710年，安娜·伊凡諾芙娜17歲時由彼得大帝安排下嫁給同齡的庫爾蘭和瑟米加利亞公爵弗雷德里克·威廉·凱特萊，但是婚後不久，在由聖彼得堡返回庫爾蘭和瑟米加利亞公國的路程上，弗雷德里克·威廉突然逝世，叔父費迪南德·凱特萊繼承爵位，但是他當時身為波蘭的將領，並沒有回公國執政，安娜·伊凡諾芙娜以攝政身份統治公國19年。
安娜·伊万诺芙娜的堂侄彼得二世於1730年死后，枢密院担心葉卡捷琳娜的丈夫干政，于是跳过她而选择守寡的安娜回國即位。安娜立葉卡捷琳娜为储，但葉卡捷琳娜先她去世。葉卡捷琳娜的独生女伊丽莎白先前随母来到俄罗斯，后来改宗东正教并改名安娜·利奧波多芙娜，但没有被安娜立为储君。
1740年安娜·伊凡諾芙娜因腎結石及腎病去世，她將帝位传给安娜·利奧波多芙娜之子伊凡六世，以確保帝位由伊凡五世的后裔繼承，並由她的緋聞情人恩斯特-約翰·比隆成為攝政。比隆随即被安娜·利奧波多芙娜夫妇推翻，安娜·利奧波多芙娜成为摄政。可惜只有兩個月大的伊凡六世在位約一年後，便被彼得大帝的女兒伊莉莎白所推翻。